# Thái Nguyên (cidade)
Thái Nguyên é uma cidade no Vietname, capital da província homônima. De acordo com o último censo, feito em 2009, a cidade tem uma população de 199 732 habitantes.

## Divisões administrativas
Thái Nguyên possui dezoito precintos e oito comunas.

### Precintos
- Trưng Vương
- Thịnh Đán
- Tân Long
- Quán Triều
- Quang Vinh
- Quang Trung
- Hoàng Văn Thụ
- Đồng Quang
- Phan Đình Phùng
- Túc Duyên
- Tân Thịnh
- Gia Sàng
- Tân Lập
- Phú Xá
- Cam Giá
- Trung Thành
- Hương Sơn
- Tân Thanh

### Comunas
- Phúc Hà
- Phúc Xuân
- Quyết Thắng
- Phúc Trìu
- Thịnh Đức
- Tân Cương
- Tích Lương
- Lương Sơn